# 不入八分镇国公
不入八分镇国公（穆麟德轉寫：Jakūn Ubu-de Dosimbuhakū Gurun-be Dalire Gung），清朝宗室爵位，为七等爵，次于奉恩辅国公、高于不入八分辅国公和镇国将军，为不入八分公中最高等，超品。主要包括宗室特恩封公、亲王庶子封公、世子嫡子封公及有过降为公的镇国公。

## 封不入八分镇国公者
- 太祖努尔哈赤
  - 太宗皇太极，太祖第八子。
    - 世祖福临，太宗第九子。
      - 圣祖玄烨，世祖第三子。
        - 世宗胤禛，圣祖第四子。
          - 高宗弘历，世宗第四子。
            - 永璜
              - 綿恩
                - 奕紹，綿恩第二子。
                  - 載銓，奕紹第一子。道光十一年晉不入八分鎮國公，十五年晉輔國公。

            - 永瑆
              - 綿偲，永瑆第四子，永璂嗣子。
                - 奕繕，綿偲第三子。
                  - 載岐，奕𩆩第二子，奕繕嗣子。同治六年襲不入八分鎮國公。

            - 仁宗顒琰
              - 宣宗旻宁
                - 奕誴，宣宗第五子。
                  - 載濂，奕誴第一子。同治元年晉不入八分鎮國公，十一年晉輔國公。

                - 奕訢，宣宗第六子。
                  - 載瀅，奕訢第二子，奕詥嗣子。同治三年封不入八分鎮國公，七年襲貝勒。

              - 綿愉
                - 奕謨，綿愉第六子。咸豐十年封不入八分鎮國公，同治三年晉鎮國公。

            - 永璘，高宗第十七子。
              - 綿悌，永璘第五子。道光十七年晉不入八分鎮國公，二十二年緣事降鎮國將軍。

        - 胤禵，聖祖第十四子。
          - 弘明
            - 永碩
              - 綿齡，永碩第三子。
                - 奕興，綿齡第四子。
                  - 載森，奕興第二子。咸豐八年襲不入八分鎮國公，光緒十三年卒。
                    - 溥博，載森第一子。光緒十三年襲不入八分鎮國公，二十年卒。
                    - 溥多，載森第二子。光緒二十一年襲不入八分鎮國公。

        - 胤禕，聖祖第二十子。
          - 弘閏，胤禕第二子。
            - 永玉，弘閏第一子。
              - 綿通，永羣子，永玉嗣子。道光七年襲不入八分鎮國公，十八年緣事革退。

            - 永彩
              - 綿壽，永彩子。道光十八年襲綿通之不入八分鎮國公，咸豐十一年因病告退。
                - 奕賀，綿壽第二子。同治十一年襲不入八分鎮國公，光緒十五年卒。
                  - 載鉞，奕賀第一子。光緒十五年襲不入八分鎮國公，三十年卒。
                  - 載鎧，奕賀第二子。光緒三十一年襲不入八分鎮國公。

      - 常颖，世祖第五子。
        - 海善，常宁第三子。
          - 禄穆布，海善子。
            - 斐苏，禄穆布子。
              - 明韶，斐苏第二子。
                - 晋昌，明韶第一子。
                  - 祥林，晋昌第二子，道光八年，襲不入八分鎮國公，道光十四年，病退。
                    - 承熙，祥林第一子，道光十四年，襲不入八分鎮國公，光绪十七年，卒。
                      - 崇略，承熙第一子，光绪十八年，襲不入八分鎮國公，光绪二十年，卒。
                        - 德荫，崇略第二子，光绪二十年，襲不入八分鎮國公，光绪二十一年，卒。
                        - 德茂，崇略第二子，光绪二十二年，襲不入八分鎮國公。
- 穆爾哈齊，顯祖第二子。初封誠毅貝勒。天命五年，卒。
  - 務達海
    - 托克托慧，務達海第六子。
      - 揚福，托克托慧第八子。康熙五十四年，襲不入八分鎮國公。尋卒。
        - 三官保，揚福第四子。康熙五十五年，襲不入八分鎮國公。六十一年，卒。[4]